# Ischstal Ischewsk
Ischstal Ischewsk (russisch Ижсталь Ижевск) ist ein 1959 gegründeter Eishockeyklub der russischen Stadt Ischewsk. Die Mannschaft spielt in der zweitklassigen Wysschaja Hockey-Liga.

## Geschichte

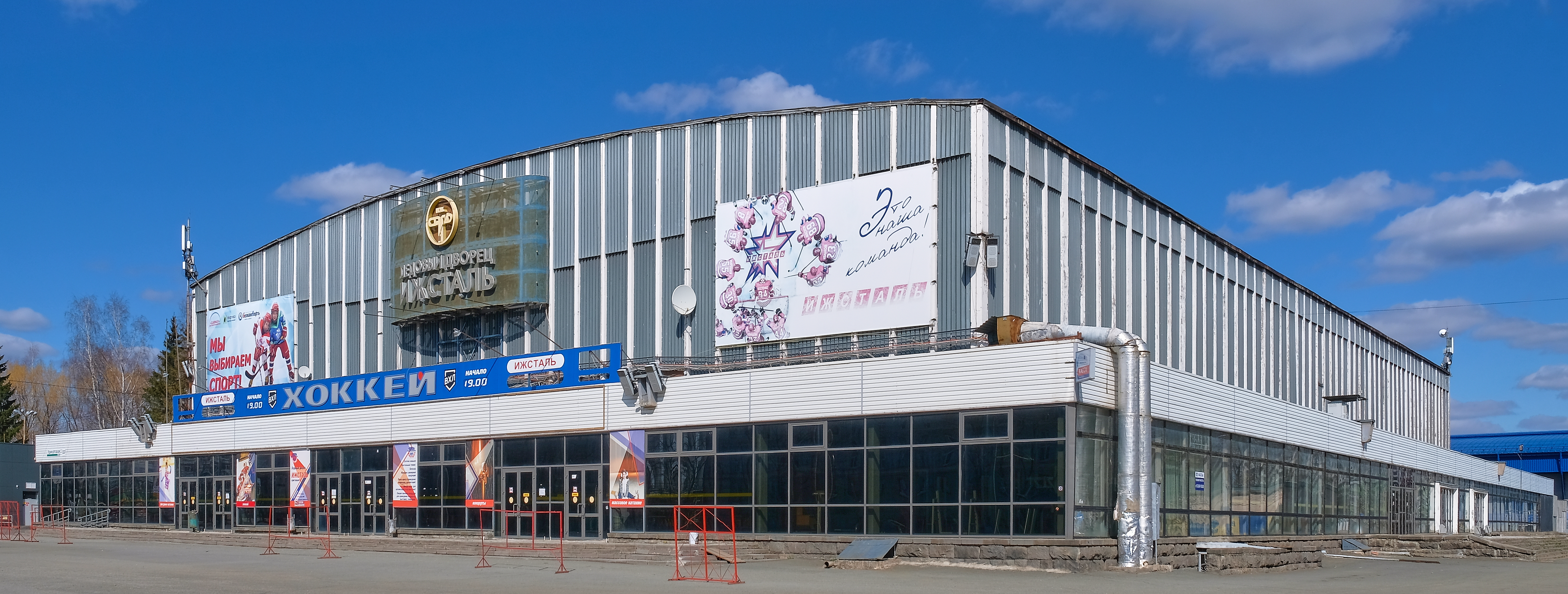
Eispalast Ischstal (2020)

Der Verein wurde 1959 gegründet. Bis 1975 spielte Ischstal in den unterklassigen sowjetischen Ligen. In der Saison 1974/75 gelang der Aufstieg in die zweitklassige Liga, in der die Mannschaft insgesamt elf Spielzeiten verbrachte und drei Mal 1975, 1979 und 1981 den Meistertitel gewann. In der Eliteklasse der Sowjetunion ist Ischstal sieben Mal angetreten und belegte in den Spielzeiten 1981/82 und 1984/85 als beste Platzierung den 9. Platz. 
Nach dem Zerfall der Sowjetunion konnte die Mannschaft aus finanziellen Gründen zwei Saisons 1993/94 und 1994/95 nicht am Spielbetrieb teilnehmen. Ab der Saison 1995/96 spielte der Klub 15 Jahre lang ununterbrochen in der zweitklassigen Wysschaja Liga. 2010 wurde er in deren Nachfolgeliga Wysschaja Hockey-Liga aufgenommen.
Ischtal Ischewsk fungiert als Farmteam des KHL-Teilnehmers Sewerstal Tscherepowez.

## Bekannte ehemalige Spieler
- Witali Grossmann (1987–1990)
- Fjodor Tjutin (1999–2000)